# Linnéa Engström
Agnes Linnéa Martina Engström (ur. 2 kwietnia 1981 w Uppsali) – szwedzka polityk, działaczka Partii Zielonych, deputowana do Parlamentu Europejskiego VIII kadencji.

## Życiorys
Z wykształcenia politolog, zawodowo związana z miejscowością Bromma. Zaangażowała się w działalność Partii Zielonych.
W wyborach europejskich w 2014 bez powodzenia kandydowała z ramienia swojego ugrupowania do Europarlamentu. Mandat posłanki objęła jednak po kilku miesiącach, zastępując powołaną w skład rządu Isabella Lövin. Dołączyła do grupy Zielonych i Wolnego Sojuszu Europejskiego.